# Серорез Тетяна Борисівна
Тетя́на Бори́сівна Сероре́з — тренер з легкої атлетики, заслужений працівник фізичної культури і спорту України (2019).

## З життєпису
Тренер-викладач відділення легкої атлетики Школи вищої спортивної майстерності (ШВСМ), комунального закладу «Донецький обласний спеціалізований коледж спортивного профілю ім. С. Бубки», віце-президент Федерації легкої атлетики Донецької області, головний тренер Донецької області з легкої атлетики, суддя національної категорії.
За результатами 2020 року очолила десятку кращих тренерів Донецької області.
Серед вихованців — Сергій Смелик, Кирило Приходько, Олена Радюк-Кючук, Олександр Сосновенко.